# Коваленко Володимир Іванович (футболіст)
Володимир Іванович Коваленко (рос. Владимир Иванович Коваленко; нар. 4 лютого 1937, Краснодар, Азово-Чорноморський край, РРФСР — пом. лютий 2011, Анапа, Краснодарський край, Росія) — радянський футболіст, вситупав на позиції півзахисника.

## Життєпис
Вихованець краснодарської ДЮСШ. Футбольну кар'єру розпочав 1955 року в складі краснодарської «ЗІП-Енергія». У сезоні 1956 року виступав за інший краснодарський клуб, «Нафтовик». Потім його пригледіли представники ростовського ОБО, після чого він під загрозою відповідальності за ухилення від служби в лавах Радянської Армії поповнив, разом з ще 6-ма товаришами по «Нафтовику», ряди військового клубу.
У складі ОБО, який потім змінив назву на СКВО, а пізніше на СКА, виступав з 1957 по 1960 рік, провів за цей час понад 13 матчів у чемпіонатах і першості СРСР. Окрім цього, брав участь в розіграшах Кубку СРСР. У 1958 році в складі СКВО став переможцем Класу «Б» СРСР і чемпіоном РРФСР, зіграв у 7 поєдинках першості, і того ж сезону взяв участь в 2 матчах Кубку.
У 1960 році провів 19 матчів за луганські «Трудові Резерви». У 1961 році пербував у складі краснодарського «Спартака», проте на поле не виходив. У сезоні 1962 року грав за жовтоводський «Авангард». Наступного року виступав на аматорському рівні грав за ворошиловградську «Зорю». З 1965 по 1966 рік захищав кольори краснолуцького «Шахтаря», взяв участь в 39 матчах.

## Досягнення
- Клас «Б» СРСР
  -  Чемпіон (1): 1958

- Чемпіонат РРФСР
  -  Чемпіон (1): 1958